# Hemiodòntids
Els hemiodòntids (Hemiodontidae) són una família de peixos teleostis d'aigua dolça i de l'ordre dels caraciformes.

## Morfologia
- Les espècies més grosses fan al voltant de 50 cm de llargària.
- Tenen cossos aerodinàmics per nedar a grans velocitats.
- Tots els adults tenen la mandíbula inferior petita i sense dents (llevat de Micromischodus sugillatus).[2][3]

## Distribució geogràfica
Es troba al nord de Sud-amèrica fins a les conques dels rius Paranà i Paraguai.

## Gèneres i espècies
- Anodus (Agassiz, 1829)[4]
  - Anodus elongatus (Agassiz, 1829)
  - Anodus orinocensis (Steindachner, 1887)
- Argonectes (Böhlke & Myers, 1956)[5]
  - Argonectes longiceps (Kner, 1858)
  - Argonectes robertsi (Langeani, 1998)
- Bivibranchia (Eigenmann, 1912)[6]
  - Bivibranchia bimaculata (Vari, 1985)
  - Bivibranchia fowleri (Steindachner, 1908)
  - Bivibranchia notata (Vari & Goulding, 1985)
  - Bivibranchia simulata (Géry, Planquette & Le Bail, 1991)
  - Bivibranchia velox (Eigenmann & Myers, 1927)
- Hemiodus (Müller, 1842)[7]
  - Hemiodus amazonum (Humboldt, 1821)
  - Hemiodus argenteus (Pellegrin, 1908)
  - Hemiodus atranalis (Fowler, 1940)
  - Hemiodus goeldii (Steindachner, 1908)
  - Hemiodus gracilis (Günther, 1864)
  - Hemiodus huraulti (Géry, 1964)
  - Hemiodus immaculatus (Kner, 1858)
  - Hemiodus jatuarana (Langeani, 2004)
  - Hemiodus microlepis (Kner, 1858)
  - Hemiodus ocellata (Vari, 1982)
  - Hemiodus orthonops (Eigenmann & Kennedy, 1903)
  - Hemiodus parnaguae (Eigenmann & Henn, 1916)
  - Hemiodus quadrimaculatus (Pellegrin, 1908)
  - Hemiodus semitaeniatus (Kner, 1858)
  - Hemiodus sterni (Géry, 1964)
  - Hemiodus ternetzi (Myers, 1927)
  - Hemiodus thayeria (Böhlke, 1955)
  - Hemiodus tocantinensis (Langeani, 1999)
  - Hemiodus unimaculatus (Bloch, 1794)
  - Hemiodus vorderwinkleri (Géry, 1864)
- Micromischodus (Roberts, 1971)[8]
  - Micromischodus sugillatus (Roberts, 1971)[9][10][11][12][13]

## Costums
Són capaços de saltar fora de l'aigua per escapolir-se de llurs depredadors.

## Ús comercial
Les espècies més grosses són populars com a aliment a nivell local.